# Ball de màscares
El ball de màscares (o bal masqué) és un esdeveniment en el qual els participants assisteixen amb disfresses utilitzant una màscara. No s'ha de confondre amb un altre esdeveniment festiu cortesà anomenat mascarada.

## Història
Els balls de màscares van ser una característica de la temporada de carnestoltes en el segle xv. Involucraven progressivament la celebració d'al·legòriques entrades reals, festivitats a l'aire lliure i processons triomfals celebrant bodes i altres esdeveniments dinàstics de la vida de la cort medieval tardana. El Bal des Ardents o Bal des Sauvages, que es podia traduir com 'Ball dels homes que cremen', fou un ball de màscares realitzat el 28 de gener de 1393 a París en el qual participà Carles VI de França. Va tenir lloc en la celebració de la boda d'una dama d'honor de la reina de Carles VI. El rei i cinc cortesans es van vestir com a homes salvatges, una figura mitològica que apareix en obres d'art i en literatura medieval europea, amb disfresses de lli i brea. Quan es van apropar molt a una torxa els ballarins es van incendiar. Aquests balls amb disfresses eren un luxe especial de la cort del Ducat de Borgonya.
Els balls de màscares es van expandir fins a les festivitats públiques amb disfresses a Itàlia durant el Renaixement del segle xvi. Eren generalment danses elaborades i portades en acció per membres de les classes socials més altes. Eren particularment importants en Venècia. Han estat relacionades amb la tradició del Carnaval de Venècia. Amb la caiguda de la República de Venècia al final del segle xviii, l'ús i la tradició de les màscares va començar a disminuir fins que van desaparèixer per complet.

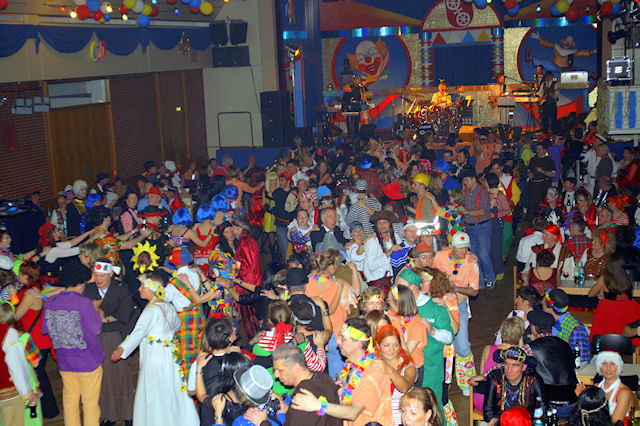
Ball de màscares el 2008

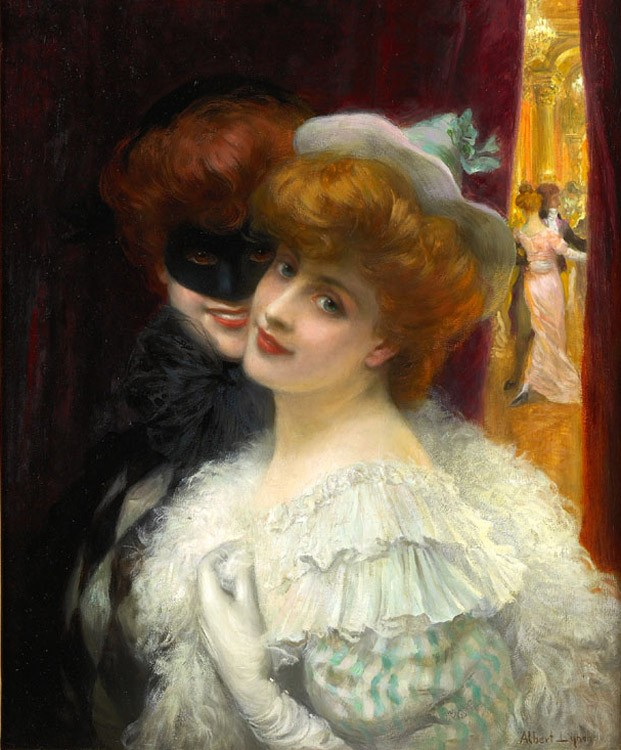
Le bal masqué, óleo sobre tela de Albert Lynch.

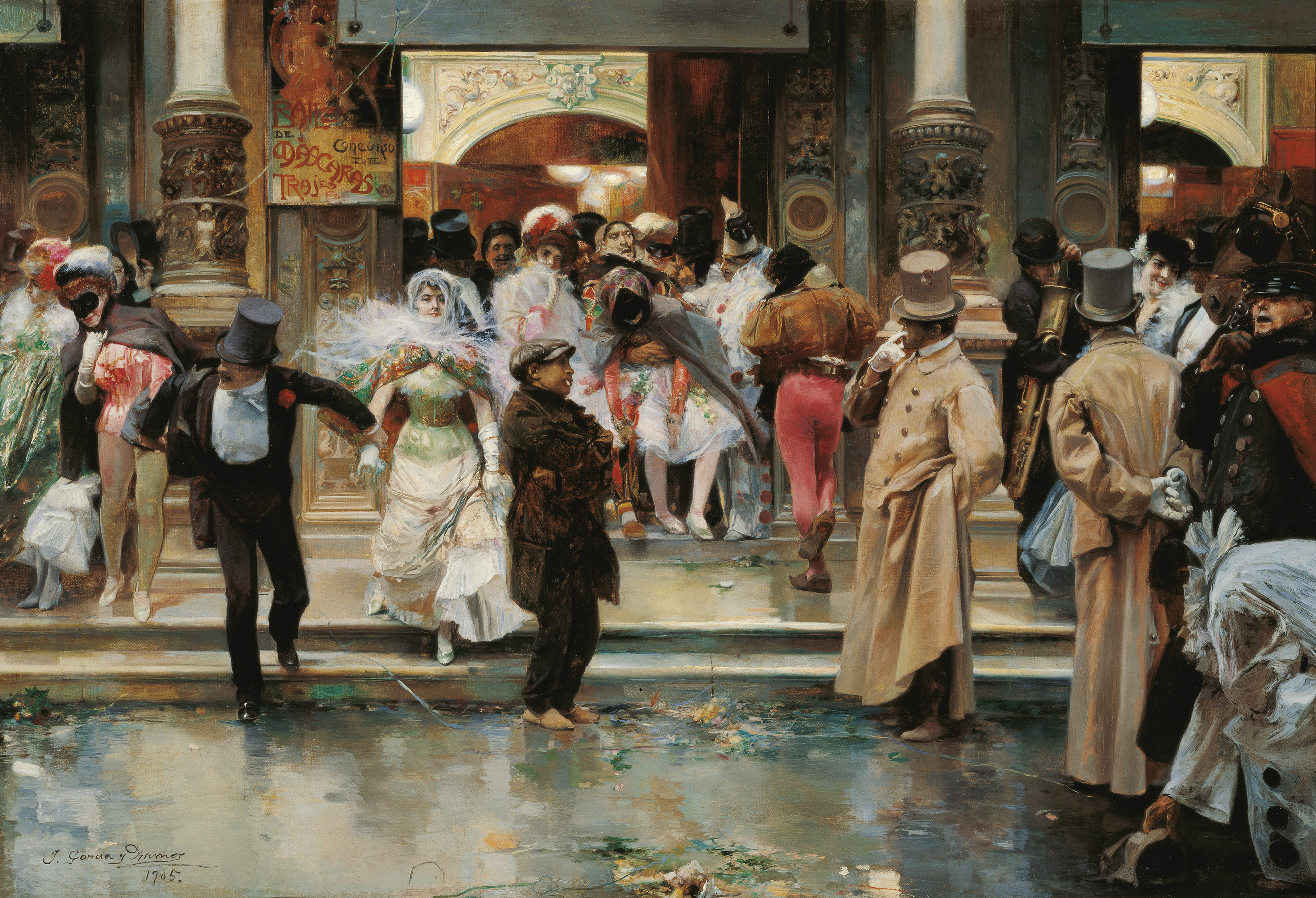
Sortida d'un ball de màscares el 1905. Oli de José García Ramos.

Es van tornar populars a Europa en els segles xvii i xviii, de vegades amb resultats fatals. Gustau III de Suècia va ser assassinat en un ball de màscares per un noble descontent. Aquest fet va ser la base de l'òpera de Giuseppe Verdi Un ballo in maschera, que significa un ball de màscares.
John James Heidegger, un comte suís que va arribar a Itàlia el 1708, va ser acreditat com el que va introduir la moda veneciana del ball de màscares semipúblic. A principis del segle xviii es va fer el primer ball a Londres. Es va fer en el Teatre Haymarket i la gent es podia subscriure per anar-hi. Els jardins públics de Londres, reformats l'any 1732, van proporcionar ambients exteriors òptims, on els personatges emmascarats i disfressats es barrejaven amb la multitud. La reputació d'aquests balls per comportaments impropis i dones sense escolta van motivar un canvi de nom, al venecià ridotto. Tal com The Man of Taste ('L'home del gust') va observar a 1733;
| «                        | In Lent, if masquerades displease the town, Call 'em Ridottos and they still go down" | "A Quaresma, si els emmascarats desagraden al poble, Digueu-lis Ridottos i seran mal acollits" | » |
| — The Man of Taste, 1733 |                                                                                       |                                                                                                |   |

Durant els anys els balls amb màscares es van tornar populars a les colònies d'Amèrica del Nord. Hi va haver un moviment antimàscares que va anar en augment junt amb els balls. Els escriptors antimàscares, entre ells Samuel Richardson, van sostenir que aquest esdeveniment festiu promovia la immoralitat i la influència estrangera. En diverses ocasions, eren capaços de persuadir a les autoritats cap al seu punt de vista, però no hi va haver gaire aplicació de mesures dissenyades per posar fi als balls de màscares. Els balls de màscares van continuar com subscripcions semiprivades. El 1770 els londinencs de moda anaven als balls organitzats per Teresa Cornelys en la Carlisle House al Soho Square, i després en el Panteó de Londres.
Els balls de màscares van ser, de vegades, com un joc entre invitats. Els invitats vestien màscares amb les que suposadament no eren identificables. Això creava un tipus de joc per veure si es podia identificar els altres. Això va ficar un efecte humorístic a moltes màscares i va permetre una versió més entretinguda que els típics balls.
Un dels balls de màscares més notables del segle XX fou al Palazzo Labia a Venècia, el 3 de setembre de 1951, organitzat per Carlos de Beistegui.

## Els balls de màscares a Barcelona
Els balls de màscares celebrats durant les temporades de carnaval van viure un gran apogeu durant el segle XIX. Ja abans de la creació del Gran Teatre del Liceu, el 1847, nombroses sales i teatres com la Llotja, el Teatre Principal o la Patacada oferiren aquestes festes per a la societat barcelonina. L'èxit va ser tan gran que només un any després de la inauguració del Gran Teatre del Liceu, el coliseu de la Rambla va començar a programar balls de carnaval. La història carnavalesca del teatre va estendre's durant vuitanta-vuit anys: des de 1848 fins al 1936.